# Chambre de Szepes
La Chambre de Szepes (Camera Scepusiensis en latin ; Szepesi Kamara en hongrois ; Die Zipser Kammer en allemand ; Spišská Komora en slovaque) était une institution du royaume de Hongrie chargée des finances et de l'économie de la Haute-Hongrie. 
De 1539 à 1848, la Chambre détermine les impôts et les revenus royaux de toute la Haute-Hongrie, y compris pour le comté de Szepes, et les transmet à la Hofkammer de Vienne. 
Son siège est dans les premières années le château de Sáros, puis la ville d'Eperjes (Prešov en slovaque) avant de s'installer à Kassa (Košice en slovaque) en 1567 au 68 de la rue Hlavná.
Le bâtiment, à l'exception de l'aile la plus au nord, a été démoli en 1935 et remplacé par un bâtiment moderne destiné à la direction régionale des finances tchécoslovaque. Le Trésor de Košice (de), caché entre 1680 et 1682 aux rebelles Kuruc sous Imre Thököly, a été découvert dans les fondations en 1935 et était probablement constitué des biens d'un haut fonctionnaire de la chambre qui avait fui.

## Historique
Le prédécesseur de la Chambre de Szepes au Moyen Âge était la Chambre royale de Kassa (sk), dont l'activité est interrompue par l'occupation de la ville par Jean Ier Zapolya en 1536. La gestion financière et administrative de la partie orientale de la Hongrie depuis la Chambre de Hongrie (Udvari Kamara) à Pozsony (Presbourg) était lente et difficile, notamment en raison de la complexité de l'évolution politique et de l'éloignement et des guerres ottomanes.
Dans ce contexte est créée en 1539 une nouvelle Chambre hongroise siégeant au château de Sáros, dont l'administrateur est alors le capitaine en chef de Sáros (sárosi főkapitány) George Werner, conseiller royal et conseiller de la Chambre de Hongrie (fl. 1536-1556). Ce dernier s'installe en 1555 à Prešov/Eperjes et porte le titre d'"Administrateur des revenus royaux de Haute-Hongrie" (proventuum regiorum partium Regni Superiorum Administrator en latin). À partir du milieu des années 1550, la Chambre est de facto indépendante de la Chambre de Hongrie de Pozsony qui ne déclarait plus les revenus de la Haute-Hongrie. En 1557, Werner est assisté notamment d'un trésorier et d'un greffier. La Chambre porte à partir de la même année le nom d'"Administration des revenus de la Haute-Hongrie" (en allemand : Administration der oberungarischen Einkommen). Après les batailles contre les Turcs et la Transylvanie en 1565/66, le capitaine en chef de Haute-Hongrie fait pression pour l'indépendance officielle de la fonction. C'est ainsi que la décision est prise en 1563 par Ferdinand Ier (1526-1564) d'établir une administration séparée dans les parties orientales du pays qu'il installe à Kassa/Košice le 1er avril 1567. Son premier président est l'évêque de Csanad Gergely Bornemissza.
En 1571, la Chambre reçoit de nouvelles instructions détaillées pour ses activités, les présidents (praefectus) devant être désormais des experts financiers issus de la noblesse. Depuis la fin des années 1570, la Chambre travaille de manière totalement indépendante de la Chambre de Hongrie, mais reste sous l'influence considérable du capitaine en chef de Haute-Hongrie. Après la défaite des Turcs à la fin du XVIIe siècle, des changements importants se produisent dans l'autorité, également territoriale, de l'Administration. La Chambre de Szepes cesse d'exister en 1848 à l'occasion de la création des ministères.

## Organisation
- La Chambre de Szepes était organisée de façon similaire à celle de Pozsony.
- Sa juridiction s'étendait plus ou moins à la Slovaquie actuelle.
- Subordonnée initialement à la Chambre de Hongrie et à la Chambre de la Cour, puis par la suite seulement à cette dernière, elle menait cependant parfois ses affaires en toute indépendance.
- La Chambre avait la gestion des importants revenus de l'exploitation minière en plus de l'administration financière et militaire de la Haute-Hongrie. En lien avec le capitaine en chef de Kassa (kassai főkapitány), elle avait un droit de surveillance sur les capitaines des avant-postes royaux, s'occupait du paiement des salaires et de la nourriture. La chambre s'occupait également de la construction et de l'entretien des châteaux et forteresses.

## Présidents (praefectus) et directeurs (administrateurs) de la chambre
| Nom                                              | Début de mandat | Fin de mandant | Remarque |
| ------------------------------------------------ | --------------- | -------------- | --- |
| Georg Werner                                     | 1539            | 1567           | Conseiller du roi, capitaine en chef de Sáros |
| Gergely Bornemissza                              | 1567            | 5 février 1571 | Evêque de Csanád puis de Nagyvárad |
| János Paczóth                                    | février 1571    | 1573           | Nommé ad interim comme „vicepraefectus". Ancien juge aulique et président de la Cour de Tokaj (tokaji udvarbíróság)                                                               |
| Ferenc (II) Révay                                | 1573            | 1575           | Plusieurs fois membre de la Table Royale. |
| János Paczóth                                    | 1575            | 1582           | voir plus haut |
| baron Elek (II) Thurzó                           | 1582            | 1585           | főispán de Szepes |
| István Melith (hu)                               | 1585            | 1598           | |
| Miklós Migazzi (Mikáczy)                         | 1598            | 1604           | Evêque de Várad, |
| vacance                                          | 1604            | 1607           | |
| György Hoffmann L'Aîné                           | 1610            | 1613           | Conseiller et ancien premier conseiller de la Chambre. Administrateur et "vice-président" † 1613                                                                                  |
| Ferenc Daróczy                                   | 1613            | 1613           | Ancien officier militaire et vice-chancelier de Transylvanie sous Rodolphe II, conseiller de la Chambre Administrateur de la Chambre.                                             |
| György Hoffmann Le jeune                         | 1613            | 1621           | Administrateur de la Chambre. "Administrateur des revenus royaux à Eperjes" entre 1622 et 1628. † 1628                                                                            |
| Menyhért Rajner (Reiner)                         | 1619            | 1621           | Ancien marchand et officier du comte, haut-magistrat en chef de Kassa (kassai főbíró), anobli en 1615 par Matthias II Président de la Chambre.                                    |
| Dávid Bélaváry                                   | 1621            | 1629           | Préfet et conseiller du prince Gabriel Bethlen. Président et administrateur. |
| Zsigmond Péchy                                   | 1629            | 1631           | Conseiller de la Chambre (à partir de 1620). Administrateur de la Chambre. |
| Sándor Paczoth                                   | 1631            | 1639           | Président de la Chambre de Szepes et administrateur des revenus de la Haute-Hongrie, conseiller royal (1638). Administrateur de la Chambre.                                       |
| János Usz                                        | 1639            | 1646           | Várnagy de Szepes (1619-1620), secrétaire puis conseiller de la Chambre. Administrateur (1639-1641) ; Président (1644-1646)                                                       |
| Imre Mosdossy                                    | 1648            | 1658           | Administrateur de la Chambre. † 1658 |
| Miklós Bélaváry                                  | 1665            | 1667           | Ancien trésorier de Haute-Hongrie, conseiller de la Chambre. Administrateur de la Chambre                                                                                         |
| Pál Cserney (Chernyey)                           | 1667            | 16..           | Administrateur de la Chambre. |
| János András Joanelli                            | 1671            | 1672           | Administrateur de la Chambre. |
| comte Ottó Ferdinánd (Eudes Ferrand) Volkra      | 1672            | 1674           | Nommé administrateur de la Chambre en 1670, dans les faits 1672-1674 |
| baron Franciscus Bernardus Wegele von Walsegg    | 1675            | 1683           | Administrateur de la Chambre. |
| baron Silvester Joanelli                         | 1684            | 1684           | nominalement |
| baron János Kriechbaum                           | 1684            | 1684           | nominalement |
| baron Mihály Fischer                             | 1684            | 1698 ?         | Administrateur de la Chambre. |
| baron Lajos Albert Thavonath                     | 1698            | septembre 1712 | Futur président de la Chambre de Hongrie (1718-1720). Dans les faits : président de la Chambre entre 1698—1704, avec une interruption de la Chambre de Szepes entre 1704 et 1710. |
| Johann Jacob (János Jakab) Rau                   | 1716            | 1717           | Commissaire royal |
| Johann Ignatz (János Ignác) Viechter (von Grueb) | 1710            | 1710           | Commissaire royal, président de la Chambre de Hongrie en 1720 |
| baron Pál Lipót Mednyánszky (hu)                 | 1717            | 1727           | Administrateur de la Chambre. † 1727 |
| baron Mihály Fischer                             | 1729            | après 1739     | Administrateur de la Chambre. |
| comte Antal Csáky                                | 1742            | 1764           | Administrateur de la Chambre. † 1764 |
| baron József Vécsey                              | 1766            | 1771           | Conseiller de la Chambre. Administrateur de la Chambre. † 1771 |
| comte József Török (hu)                          | 1772            | 1776           | Conseiller de la Chambre de Hongrie. Administrateur de la Chambre. |